# Типологізація цивілізацій
Типологія цивілізацій у культурології – розподілений за певними типами ряд культурно-історичних об'єктів пов‘язаних спільністю рис, спільністю елементів та закономірностями розвитку.

## З історії
1958 року в Чикаго шляхом широких переговорів, вченими були визначені спільні риси та ознаки цивілізації. Характеристики цивілізації: 1) створення ремесла; 2) відокремлення писемності від землеробства; 3) розшарування суспільства на класи; 4) поява міст; 5) виникнення монументальної архітектури; 6) формування держави. Вже перші чотири риси, характеризують цивілізацію як соціокультурний та економічний комплекс.
Вчені радянського періоду виділяли такі типи цивілізацій: давньосхідні деспотії, рабовласницькі, феодальні та буржуазні суспільства (формаційний підхід).
Західні вчені спираються на концепцію А. Тойнбі, що пояснювала хід розвитку всіх людських культур, застосовуючи поняття «цивілізація» до особливостей розвитку народів і культур різних регіонів і країн (локальний підхід).
В осмисленні цивілізації і формаційний, і локальний підходи мають як сильні, так і слабкі сторони.